# 道の駅FARMUS木島平
道の駅FARMUS木島平（みちのえき ファームスきじまだいら）は、長野県下高井郡木島平村にある国道403号の道の駅である。
2018年7月20日（金）にリニューアルオープンした。中部建築賞を受賞した。

## 施設
- 駐車場
  - 普通車 53台
  - 大型車 3台
  - 身障者用 1台
- トイレ
  - 男性 小5器
  - 男性 大2器
  - 女性 7器
  - 身障者用 1器
- 農産物直売所　10:00～17:00　水曜定休
- そば処「村」　11:00～14:00（14:00ラストオーダー）火曜定休
- ＣＡＦＥＲＥＶＥ　10:00～17:00　月曜定休（祝日の場合は翌日）
- マルシェホール　10:00～17:00
- 加工所
- キッチンスタジオ
- 交流ホール
- 会議室
- 総合案内所　10:00～17:00

## アクセス
- 国道403号 - 登録路線
  - 長野県道38号飯山野沢温泉線

## 周辺
- 信濃川
- 木島平村役場